# Patricio Mouche
Patricio Mouche es un deportista argentino que compitió en remo como timonel. Ganó una medalla de bronce en el Campeonato Mundial de Remo de 1999, en la prueba de dos con timonel.

## Palmarés internacional
| Campeonato Mundial | Campeonato Mundial      | Campeonato Mundial | Campeonato Mundial |
| Año                | Lugar                   | Medalla            | Prueba             |
| ------------------ | ----------------------- | ------------------ | ------------------ |
| 1999               | St. Catharines (Canadá) | Medalla de bronce  | Dos con timonel    |